# Інкремент наростання
Інкремент наростання — протилежний до декременту гашення термін, що описує зростання амплітуди коливань з часом.
Таке наростання відбувається при переході від непорушної системи до коливань під дією зовнішньої сили, чи при зміні параметрів (Параметричний резонанс).
Якщо амплітуда коливань змінюється за законом
{\displaystyle u=u_{0}e^{\alpha t}\cos(\omega t-\varphi )},
то інкремент наростання дорівнює {\displaystyle {\frac {2\pi \alpha }{\omega }}} і визначає збільшення амплітуди протягом одного періоду коливань.